# Maria Diaconescu
Maria Diaconescu (născută Diți, n. 16 noiembrie 1937, Câmpulung Moldovenesc, Suceava, România) este o fostă aruncătoare de suliță română.

## Biografie
În anul 1957 a devenit prima româncă care a reușit să obțină 50 de metri, și a câștigat medalia de aur la Jocurile Mondiale Universitare de la Paris. La Campionatul European din 1958 de la Stockholm s-a clasat pe locul 7. În anul 1959 a obținut medalia de bronz la Universiada de la Torino.
În anul următor a participat pentru prima oară la Jocurile Olimpice unde s-a clasat pe locul 10. La Universiada din 1961 de la Sofia a obținut medalia de argint, iar a stabilit un nou record personal cu o aruncare de 56,65 m. În anul 1962 românca a devenit vicecampioană europeană în Belgrad. La Jocurile Olimpice din 1964 de la Tokio s-a clasat pe locul 6.
Maestră a Sportului (1957). În 2000 i-a fost conferită Medalia Națională Pentru Merit clasa a III-a și în 2004 Medalia Meritul Sportiv clasa I.

## Realizări
| An   | Competiție                     | Locație             | Loc | Note    |
| ---- | ------------------------------ | ------------------- | --- | ------- |
| 1957 | Jocurile Mondiale Universitare | Paris, Franța       | 1   | 52,38 m |
| 1958 | Campionatul European           | Stockholm, Suedia   | 7   | 49,03 m |
| 1959 | Universiada                    | Torino, Italia      | 3   | 46,86 m |
| 1960 | Jocurile Olimpice              | Roma, Italia        | 10  | 49,56 m |
| 1961 | Universiada                    | Sofia, Bulgaria     | 2   | 50,64 m |
| 1962 | Campionatul European           | Belgrad, Iugoslavia | 2   | 52,10 m |
| 1964 | Jocurile Olimpice              | Tokio, Japonia      | 6   | 53,71 m |

## Legături externe
- Maria Diaconescu la Comitetul Olimpic și Sportiv Român (arhivat)
- en  Maria Diaconescu la Sports-Reference.com (arhivat la 1 aprilie 2020)
- en Maria Diaconescu la World Athletics
- en Maria Diaconescu la Olympedia.org